# Kvidinge
Kvidinge – miejscowość (tätort) w Szwecji, w regionie administracyjnym (län) Skania, w gminie Åstorp.
Według danych Szwedzkiego Urzędu Statystycznego liczba ludności wyniosła: 1823 (31 grudnia 2015), 1906 (31 grudnia 2018) i 1920 (31 grudnia 2019).